# Management Koo
Management Koo（韓語：매니지먼트 구）是一家韓國的經紀公司，主营业务包括藝人管理等，旗下艺人包括劉仁秀、李枖原、徐志焄、高媛熙、河錫辰等多名演員。

## 旗下演員
- 李枖原
- 徐志焄
- 權赫（朝鲜语：권혁 (배우)）
- 白秀章（朝鲜语：백수장）
- 吴熙俊（朝鲜语：오희준）
- 劉仁秀
- 朴美賢
- 河錫辰
- 朴宝妍（英语：Park Bo-yeon）
- 李泰亨

## 過往藝人
- 金鎮洙
- 趙顯宰
- 羅勝豪
- 趙敏修
- 李多熙
- 宋恩彩
- 金詩雲
- 崔允英
- 金珠賢
- 車藝蓮
- 許峻豪
- 李重文
- 金民教
- 李承洨
- 鮮于銀淑
- 金宣敬
- 金玟
- 玉智英
- 林晶恩
- 吳仁惠
- 李健朱
- 陳聖
- 鄭世仁
- 江成龍
- 趙丹
- 俞建宇
- 朱敏愛
- 韓世研
- 鄭藝智
- 李恩
- 尹善映
- 申世輝
- 尹敬浩
- 高媛熙
- 宋英奎（2024年—2025年）[1]

## 外部連結
- Management Koo的X（前Twitter）
- Management Koo的Facebook專頁
- Management Koo的Instagram帳戶
- 官方Blog
- Naver Post